# Ordre impérial de Sant'Iago de l'Épée
L'ordre impérial de Sant'Iago de l'Épée est un ordre honorifique de l'empire du Brésil, qui tire son origine de l'ordre portugais de Sant'Iago de l'Épée. Il est dissous à la proclamation de la république au Brésil, en 1889.